# Hieronymus Sailer

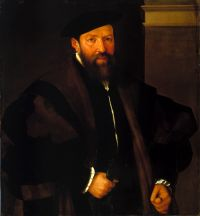
Christoph Amberger: Hieronymus Sailer, 1537. Residenzmuseum, München

Hieronymus Sailer, auch Hieronymus Seiler, (* 1495 in St. Gallen; † 15. Juni 1559 in Augsburg) war ein aus der Schweiz stammender Protestant und Kaufmann mit kolonialen Geschäfts- und Finanztätigkeiten.

## Leben

### Familie
Zur familiären Herkunft Hieronymus Sailers liegen keine Erkenntnisse vor. Er entstammte dem angesehenen Ratsgeschlecht Sailer; sein Bruder Hans war seit 1531 mit Elsbeth (geb. Schittli) verheiratet.

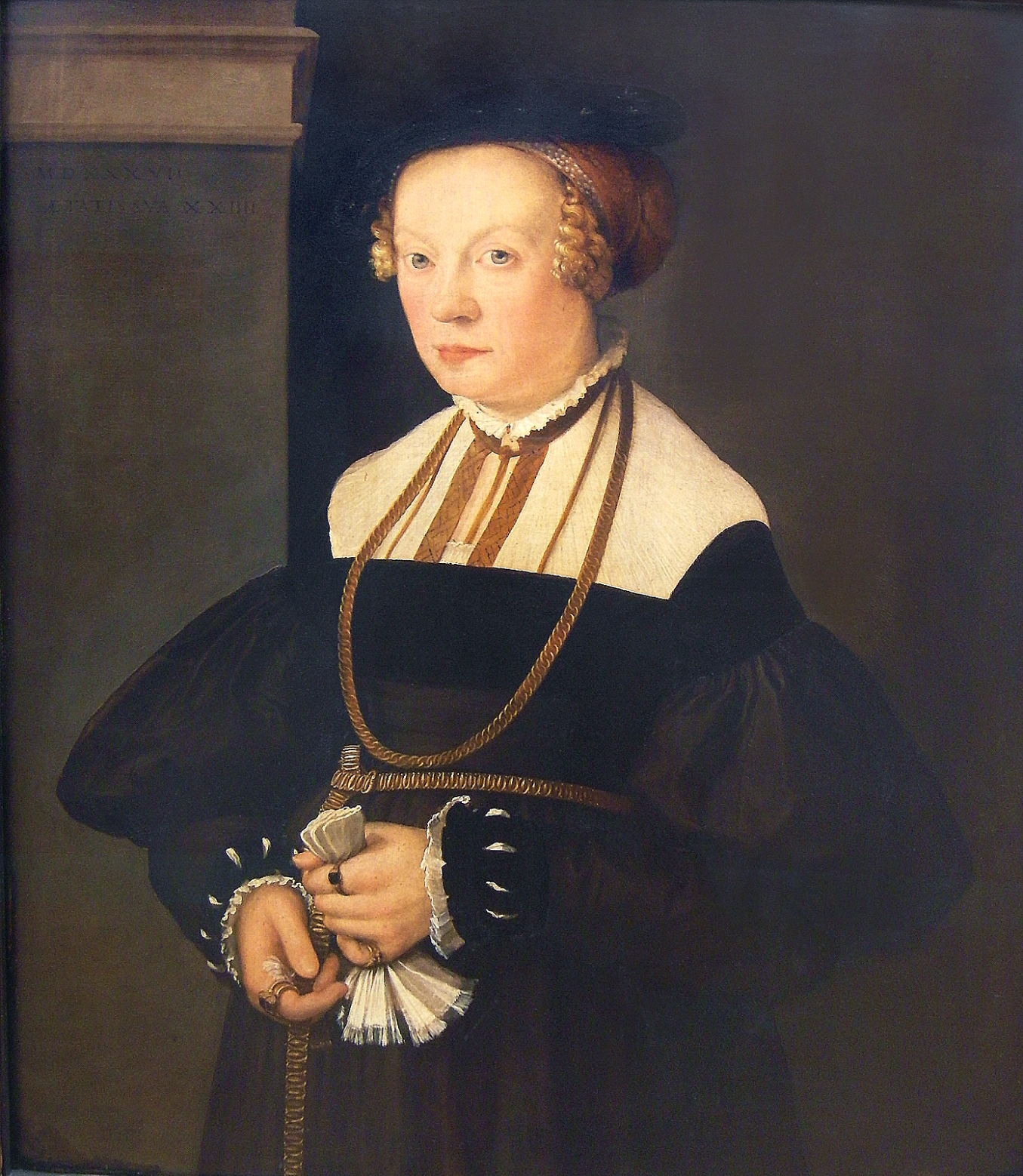
Christoph Amberger, Felicitas Seiler geb. Welser, Residenzmuseum, München

Er heiratete am 9. Juli 1533 Felicitas Welser (1513–1569), die Tochter des Grosskaufmanns Bartholomäus Welser; gemeinsam hatten sie fünf Kinder:
- Bartholomäus Sailer; verheiratet seit 1567 in Augsburg mit Susanne (geb. Katzböck);
- Katharina Sailer († 1571), verheiratet mit Paul Furtenbach (1526–1589), Kaufmann aus Nürnberg, Herr auf Eisenhofen bei Dachau, herzoglich bayerischer Rat und Hofjunker;
- Felicitas Sailer (* 1547; † 1578)[3], verheiratet mit Christoph Rosenberger (* 1544; † 1587), Bürger in Augsburg;
- Rosina Sailer (* 1539; † 1583), verheiratet mit Anton Bernhard Rehlinger (* 1529; † 1569), Patrizier in Augsburg;
- Regina Sailer (* 1548; † 1591), verheiratet mit Jos Schorer (* 1543; † 10. April 1637), aus einer Kaufmannsfamilie in Augsburg.

Die Tante seiner Ehefrau war die Humanistin Margarete Peutinger, die mit dem Augsburger Stadtschreiber Konrad Peutinger verheiratet war. Weitere Verwandte waren Michael Sailer, der eine Zeitlang die Faktorei der Welser in Lyon leitete, sowie Bartholomäus Sailer, der für das Augsburger Handelshaus in Spanien und Westindien tätig wurde. Kaiser Karl V. erhob Hieronymus Sailer 1525 in den Adelsstand.
1542 hatte er in Augsburg, indem er mit dem Rat eine individuell zu entrichtende Steuer vereinbarte, das Paktbürgerrecht erworben; 1543 erneuerte er auch sein St. Gallener Bürgerrecht. Als überzeugter Protestant korrespondierte Sailer mit dem St. Gallener Bürgermeister und Humanisten Joachim Vadian, der ein naher Verwandter war und im Streit mit seinem Schwiegervater vermittelte, sowie mit dem exilierten spanischen Humanisten Francisco de Enzinas. Neben einem Haus in der Augsburger Grottenau, das er an den Ritter Hans Walther von Hürnheim vermietet hatte, besass Hieronymus Sailer das 1549 von dem Patrizier Jakob Rehlinger erworbene Gut Pfersee vor den Toren der Stadt, das seine Witwe 1569 an Michael Katzböck von Thurnstein veräusserte.
Ein Doppelporträt, das Hieronymus Sailer und seine Ehefrau zeigt, wurde 1537 von dem Maler Christoph Amberger geschaffen und befindet sich im Bestand des Residenzmuseums in München. Hieronymus Sailer wurde in der Kirche St. Anna in Augsburg beigesetzt.

### Werdegang
Wann Hieronymus Sailer in den Dienst der Welser trat, ist unklar, aber nach einem Hinweis des St. Galler Leinwandkaufmanns Johannes Rütiner (1500–1556), der von 1529 bis 1538 ein Diarium in zwei Bänden verfasste, wurde er von der Welser-Gesellschaft zur kaufmännischen und fremdsprachlichen Ausbildung nach Como geschickt, dies deutet auf frühe Beziehungen zum Augsburger Handelshaus hin. Während eines Aufenthaltes in Lissabon, lernte er vor allem Nachrichten und Erfahrungen über den Handel mit Madeira und den Azoren, mit Brasilien, den afrikanischen Stützpunkten und Ostindien zu sammeln. Im März 1519 wurde durch Martin Behaim, Sohn des Erbauers des ersten erhaltenen Globus (siehe auch Martin Behaims Erdapfel), ein Schuldschein gegenüber Jörg Pock, dem Lissaboner Faktor der Hirschvogel, und gegenüber Hieronymus Sailer ausgestellt. Das entliehene Geld sollte in Antwerpen an Peter Imhoff, einen Angehörigen des bekannten Nürnberger Handelshauses, zurückbezahlt werden. Möglicherweise stand Sailer um diese Zeit im Dienst der Imhoff, trat aber dann zur Gesellschaft der Welser über. Spätestens seit 1524 war er für Bartholomäus Welser und dessen Gesellschaft in Spanien tätig.
Seit 1526 bestand eine Faktorei der Welser in Santo Domingo auf der Insel Hispaniola und kurz darauf gelang es den in Spanien tätigen Faktoren, die Erlaubnis zu erhalten, so wie die Untertanen der Krone von Kastilien an der Nordküste des südamerikanischen Subkontinents, eine Conquista zu unternehmen, Indianer zu unterwerfen, das eroberte Land zu besiedeln und Städte zu gründen. Hieronymus Sailer war hierbei massgeblich an den Verhandlungen beteiligt, die zum venezolanischen Conquistaunternehmen führten.
1528 schloss er, gemeinsam mit Heinrich Ehinger, im Auftrag der Welser-Gesellschaft, Verträge mit der spanischen Krone über die Kolonisation Venezuelas und den Transport deutscher Bergleute, nach Santo Domingo ab; diese sollten Goldvorkommen aufspüren und mit ihren Kenntnissen die dort lebenden Untertanen und Eingeborenen unterrichten. Hintergrund dieser Verträge waren die bereits 1519 übertragenen kaiserlichen Handelsprivilegien für die überseeischen Länder an die Fugger und die Welser durch Kaiser Karl V. 1528 erhielten sie unter anderem das Recht, 4.000 Schwarzafrikaner zu versklaven und aus dem afrikanischen Guinea nach Amerika zu verschleppen. Hieronymus Sailer und Heinrich Ehinger rekrutierten 300 Kolonisten und rüsteten vier Schiffe für die erste Expedition nach Venezuela aus. Am 20. März 1528 wurde den Deutschen in Madrid die Errichtung von Werftanlagen in Santo Domingo bewilligt, und am 27. März kam, ebenfalls in Madrid, die Kapitulation zustande, in der Karl V. den beiden Faktoren unter bestimmten Bedingungen Gouverneursrechte über die Provinz Venezuela mit dem Kap de la Vela übertrug (siehe auch Deutsche Besiedlung Amerikas#Die Welserkolonie in Venezuela).
Durch ein am 17. Februar 1531 ratifiziertes Schreiben Karls V. wurden alle venezolanischen Rechte von Heinrich Ehinger und Hieronymus Sailer auf Bartholomäus und Anton Welser übertragen, dafür wurde den Kaufleuten Ehinger und Sailer vererbbare höchste Beamtenstellen der Kolonie auf Lebenszeit gewährt, zudem die Übereignung eines Gebietes von „25 spanischen Quadratmeilen“ als Privateigentum sowie vier Prozent aus dem Gewinn aus der Verwaltung der Provinz.
Während des Aufenthaltes am Spanischen Hof von 1519 bis 1532, lernte er unter anderem den Humanisten Johannes Dantiscus kennen.
In der Zeit von 1524 bis 1530 sind, teilweise in Kooperation mit Faktoren der Firma Fugger, mehrere grössere Renten- und Darlehensgeschäfte, unter anderem Juros und Asientos, mit der spanischen Krone belegt, an denen Hieronymus Sailer beteiligt war. Juro war die spanische Bezeichnung für eine jährliche Rente, die von staatlichen Einkünften, besonders von der Alcabala, einer Abgabe beim Warenverkauf, zu entrichten war. Die betreffenden Juros wurden ursprünglich ausgestellt auf die Renten der Städte Baeza und Ubeda und der kleineren Orte Torreperogil sowie Linares. Einen Teil der Juros liessen die Faktoren aber auf Einkünfte im Raum von Burgos umstellen, offenbar, weil sie von Burgos aus leichter einzuheben waren; in Burgos hielt sich der Kaiser damals länger auf. Am Verkauf dieser grossen Jurobeträge beteiligten sich neben Heinrich Ehinger und der Fuggerfaktor Jörg Reihing, Hieronymus Sailer und der Genuese Juan Bautista Grimaldi. Am 22. April 1528 gaben Ehinger und Reihing in Burgos dem am Hof weilenden Sailer ihre Vollmacht, um den im Dezember 1527 gekauften Juro der drei Millionen Maravedís zu verkaufen. Ende März 1528 kaufte der Fuggerfaktor Wolf Haller in Madrid einen weiteren Jurobetrag in Höhe von 4.251.000 Maravedís und am selben Tag erteilten die Fuggerschen Leute Haller und Müelich dem Welserfaktor Hieronymus Sailer eine Verkaufsvollmacht für diese Jurosumme. Einige Wochen später kauften Sailer und Müelich einen weiteren Jurobetrag für die Summe von 23 Millionen Maravedís. Im Lauf dieses Jahres war Sailer neben Müelich, Ehinger, Reihing und Empoli an Juroverkäufen beteiligt; am aktivsten betätigte sich hierbei eine Zeitlang Hieronymus Sailer. Das grösste Geschäft gelang ihm am 10. Dezember 1528, als ihm in Toledo der Erzbischof Alonso de Fonseca III. 10.500.000 Maravedís für 750.000 Maravedís de Juro bezahlte. Die Jurogeschäfte des Jahres 1529 und des Anfangs von 1530 wurden hauptsächlich von Hieronymus Sailer getätigt. Unter den Käufern befanden sich sowohl Bürgerliche, insbesondere aber Hofbeamte, die im ganzen Land verstreut sassen, von San Sebastián und Segovia bis Toledo und Baeza.
Kurz nach der Hochzeit mit der Tochter seines Arbeitgebers, übernahm er die Welsersche Faktorei in Antwerpen, die die bedeutendste Aussenstelle des Unternehmens war. Im Laufe der Zeit kam es jedoch zu Spannungen zwischen Bartholomäus V. Welser und Hieronymus Sailer, weil dieser Wege eingeschlagen hatte, die nicht in das Konzept des zur katholischen Sache haltenden Firmenchefs passten.
1536 gründete Hieronymus Sailer, gemeinsam mit Alexius Grimmel (1500–1550) aus Antwerpen und dem Florentiner Gaspar Ducci (1492–1577) ein internationales Finanzunternehmen, an dem auch Sebastian Neidhart beteiligt war. Bis 1539 fungierte er noch als Leiter der Welser-Faktorei am Spanischen Hof und war spätestens 1540 als Vertreter der Firma seines Schwiegervaters in Antwerpen tätig. An der Schelde organisierte er in Verbindung mit dem Finanzier Gaspar Ducci und dem Welser-Faktor Alexius Grimmel den Transfer grosser Geldsummen nach Lyon. Das Konsortium um Hieronymus Sailer und Gaspar Ducci, das in Lyon durch Sebastian Neidharts Sohn Christoph und Simon Pecori vertreten wurde, lieh bis 1549 der französischen Krone über 100.000 Kronen, die grösstenteils von Sebastian Neidhart aufgebracht wurden. Als die Arbitragegeschäfte zwischen Antwerpen und Lyon bekannt wurden, liess die Brüsseler Regierung Hieronymus Sailer, Alexius Grimmel und Gaspar Ducci inhaftieren und wegen Verstosses gegen die Wucher- und Monopolgesetze anklagen; sie wurden zu hohen Geldstrafen verurteilt.
Wegen der gemeinsamen Finanzgeschäfte kam es auch für Hieronymus Sailer zu rechtlichen Auseinandersetzungen mit seinen Partnern Sebastian Neidhart, Simon Pecori und Alexius Grimmel, die Rat und Stadtgericht in Augsburg, das Reichskammergericht in Speyer, den Rat von Brabant in Brüssel und französische Gerichte jahrelang beschäftigten. In diesen Prozessen wurde er von seinem Schwiegervater Bartholomäus Welser finanziell unterstützt, später allerdings von jeglicher Verfügungsgewalt über das Erbe seiner Frau ausgeschlossen.

### Mitgliedschaften
Durch die Hochzeit mit der Tochter von Bartholomäus Welser wurde Hieronymus Sailer 1533 Mitglied der Augsburger Herrenstube.